# Paolo Di Paolo
Paolo Di Paolo (17. května 1925, Larino – 12. června 2023, Termoli) byl italský fotograf. V letech 1954 až 1966 byl nejpublikovanějším fotografem v časopise Il Mondo, který založil a vedl Mario Pannunzio, pro který fotografoval reportáže o osobnostech jako byli například: Pier Paolo Pasolini, Michelangelo Antonioni, Anna Magnani, Giorgio De Chirico, Ezra Pound, Marcello Mastroianni, Luchino Visconti, Oriana Fallaci, Giuseppe Ungaretti a mnoho dalších, stejně jako pořizoval zprávy o událostech souvisejících s kulturou, politikou a uměním toho období.

## Životopis
Narodil se v roce 1925 v Larino v Molise, v roce 1939 se přestěhoval do Říma, aby dokončil svá klasická studia. Bezprostředně po válce se zapsal na filozofickou fakultu Univerzity La Sapienza, kde byl žákem Guida De Ruggiera a spolužákem a také blízkým přítelem Lucia Collettiho.
Mezi polovinou 40. a začátkem 50. let 20. století navštěvoval umělecké kruhy Říma, kde se dostal do kontaktu se skupinou Forma 1 a předními osobnostmi jako Mario Mafai, Giovanni Omiccioli, Giulio Turcato, Antonio Corpora, Pietro Consagra, Carla Accardi a Mimmo Rotella, a tak se rozhodl rozvíjet svůj zájem o figurativní umění prostřednictvím fotografického média. Mezitím pracoval v nakladatelství a v roce 1953 byl jmenován šéfredaktorem časopisu Viaggi Cit. Le tourisme en Italie (Cestovní ruch v Itálii).
Ve fotografii debutoval jako amatér, „ve smyslu fotografování pro radost“. V roce 1954 začal spolupracovat s kulturním týdeníkem Il Mondo, který založil a řídil Mario Pannunzio. Di Paolo se stal jedním z hlavních spolupracovníků, který se může pochlubit největším počtem záběrů, které se objevily v tiráži (573 snímků). Je to také první podepsaná fotografie, která se objevila v novinách, a také poslední zveřejněná v závěrečném čísle. V letech 1954 až 1956 rozšířil svou spolupráci na Incom Illustrated Week v režii Francesca Malgeriho.
Ve stejném období také začal stabilně pracovat pro týdeník Tempo, řízený Arturo Tofanelli, pro který provedl četné reportáže, mimo jiné společně s Pierem Paolem Pasolinim, Antonio Cederna, Lamberti Sorrentino, Mino Guerrini a Luigi Romersa a jako vyslanec také značně cestoval mimo Itálii (Sovětský svaz, Írán, Japonsko, Spojené státy americké).
Díky přátelstvím navázaným v kinematografických a uměleckých kruzích mohl pořizovat soukromé a exkluzivní fotografie největších intelektuálů, herců a režisérů té doby.
Od poloviny 50. do poloviny 60. let nafotografoval několik významných reportáží o elitních osobnostech: bývalého italského suveréna Umberta II. fotografoval v neoficiálním rozměru spolu s jeho dětmi v Portu, místě exilu Carla Alberta; Enzo Ferrari v továrně mezi svými dělníky a motory; Anna Magnani ve své vile v Circeo; hony na lišku a exkluzivní koňské soutěže; plesy evropské šlechty.
Kromě toho prováděl důležité sociologické výzkumy, jako je The long road of sand z roku 1959 o zvycích Italů na dovolené, sepsaný s Pierem Paolem Pasolinim. Režiséra pak sledoval při natáčení filmů Evangelium podle Matouše a Mamma Roma a pořizoval i velmi soukromé záběry: doma, s matkou, na „monte dei cocci“ v Římě i při vzpomínkách u hrobu. Antonia Gramsciho na římském nekatolickém hřbitově.
Svou činnost fotografa završil usilovnou spoluprací se slavnou novinářkou Irene Brin a vytvořil tak „tandem“ specializovaný na exkluzivní reportáže o mezinárodní vysoké společnosti.
V roce 1966 byl Il Mondo uzavřen. Di Paolo se proto rozhodl přestat pracovat jako fotograf na volné noze; učinil tak telegramem adresovaným samotnému Pannunziovi: „ Dnes pro mě a pro další přátele ambice být fotografem umírá “. Tempo také přestalo vycházet o deset let později; Di Paolo se tak vrátil ke svým filozofickým studiím a historickému bádání, přičemž jeho fotografický archiv skládající se z 250 000 záběrů zůstal dlouho ve sklepě a poté jej znovu objevila jeho dcera Silvia. Obrovský materiál byl od té doby katalogizován a upravován.
Zemřel v nemocnici San Timoteo v Termoli dne 12. června 2023 ve věku 98 let.

## Výstavy
- 2016 Můj svět, Muzeum Louvre, Řím (8. března – 12. dubna 2016), kurátor: Giuseppe Casetti. Katalog výstavy s texty Ermanno Rea, Bruce Webera a Silvie Di Paolo[7][8].
- 2019 Lost World[nedostupný zdroj], MAI – Národní muzeum umění I století, Řím (17. dubna – 1. září 2019), prodlouženo na základě zájmu veřejnosti do konce září 2019[9].

## Dílo
- Paolo Di Paolo, Paolo Di Paolo. Mondo perduto. Fotografie 1954–1968 a cura di Giovanna Calvenzi, Venezia, Marsilio Editori, 2019.

## Televize a rozhlas
Claudio Moschin, korespondent RSI Televisione Svizzera, provedl rozhovor s fotografem Paolem di Paolem u příležitosti zahájení jeho dvojvýstavy v Sozzani Foundation v Miláně: rozhovor byl odvysílaný v televizním zpravodajství RSI (vydání 20:00) dne 15. května 2021 a poté také znovu spuštěn webem TvSvizzera.it ve stejný den.
Sobota 8. června ve 21:30 na Rai 3 pro druhou sérii vysílání Vše je osvětlené, televizní moderátorka Camila Raznovich věnovala první díl fotografovi Paolovi di Paolovi, který podle tiskové kanceláře RAI „přispěl k předat velkou část italské paměti 19. století jako zrod Autostrada del Sole, léta Dolce Vita, filmy Piera Paola Pasoliniho nebo dílny Enza Ferrariho“. Dne 2. června 2019 ve věku 94 let poskytl Paolo di Paolo rozhovor pro Rai Radio 3 s dlouhým, kultivovaným a jasným rozhovorem na různá témata a také na téma rodící se italské fotožurnalistiky.